# Seguiment visual suau
En l'estudi científic de la visió, el seguiment visual suau descriu un tipus de moviment ocular en què els ulls romanen fixats en un objecte en moviment. És una de les dues maneres en què els animals amb visió canvien voluntàriament la mirada, l'altra són els moviments oculars sacàdics. El seguiment es diferencia del reflex vestibuloocular, que només es produeix durant els moviments del cap i serveix per estabilitzar la mirada sobre un objecte estacionari. La majoria de la gent no pot iniciar el seguiment sense un senyal visual en moviment. La recerca d'objectius que es mouen amb velocitats superiors a 30°/s sol requerir moviments sacàdics de recuperació. El seguiment suau és asimètric: la majoria d'humans i primats tendeixen a ser millors en el seguiment suau horitzontal que en el vertical, tal com es defineix per la seva capacitat de seguiment sense problemes sense moviments sacàdics. La majoria dels humans també són millors en el seguiment cap avall que en el seguiment cap amunt.